# Asplenia erffai
Asplenia erffai là một loài bướm đêm trong họ Noctuidae.